# Patti Austin
Patti Austin (Harlem, New York, 10 de agosto de 1950) es una cantante de soul y quiet storm. Fue apadrinada por Dinah Washington y Sammy Davis Jr. Su sencillo, "Baby, Come to Me", llegó a posicionarse en el primer lugar de Estados Unidos y entre los primeros 15 de Reino Unido. 

## Biografía
Nació en la ciudad de Nueva York y con tan solo cinco años comenzó su carrera profesional de la mano de dos de los grandes del jazz, Dinah Washington y Sammy Davis Jr. En 1969 grabó para United Artists el sencillo "Family Tree" que consiguió entrar en las listas de R&B. En 1976 llegó su primer álbum, "End of a rainbow" para la discográfica de Creed Taylor CTI. A este álbum le siguieron "Havana Candy" en 1977 y "Body language" en 1980. En 1978 había hecho los coros al cantante japonés Yutaka Yokokura dentro del álbum "Love light", y también había participado con Michael Jackson en el dúo "It's the Falling in Love" (dentro del álbum "Off the Wall"). En 1979 cantó "The closer I get to you" junto al trompetista Tom Browne. También se unió a George Benson en 1980 para grabar "Moody's Mood for Love". En los primeros años de los 80s hizo coros a Houston Person, Noel Pointer, Ralph McDonald, Angela Bofill y Roberta Flack. En 1981 grabó los coros del álbum de Quincy Jones "The dude" y cantó junto a él en el hit "Razzamatazz". Inició su carrera en la discográfica de Quincy Jones con el disco "Every Home Should Have One", el cual contenía el sencillo "Baby, Come to Me", con el que llegó al primer puesto de las listas en Estados Unidos y a los primeros 15 en Reino Unido. El siguiente sencillo, "How Do You Keep the Music Playing", se usó como banda sonora de la película "Best Friends". En 1990 abandonó Qwest y fichó por GRP, grabando el álbum "Love is gonna getcha", que contenía los sencillos "Through the Test of Time" y "Good in Love". Durante toda la década de los 90s ha permanecido en esta compañía con trabajos dispersos. En 2002 editó un tributo a Ella Fitzgerald "For Ella".

## Discografía

### Álbumes de estudio
| Año                                                                              | Álbum                       | Mejores posiciones en listas | Mejores posiciones en listas | Mejores posiciones en listas | Mejores posiciones en listas | Record label           |
| Año                                                                              | Álbum                       | US                           | US R&B                       | US Jazz                      | UK                           | Record label           |
| -------------------------------------------------------------------------------- | --------------------------- | ---------------------------- | ---------------------------- | ---------------------------- | ---------------------------- | ---------------------- |
| 1976                                                                             | End of a Rainbow            | —                            | —                            | 31                           | —                            | CTI                    |
| 1977                                                                             | Havana Candy                | 116                          | —                            | —                            | —                            | CTI                    |
| 1980                                                                             | Body Language               | —                            | 62                           | 28                           | —                            | CTI                    |
| 1981                                                                             | Every Home Should Have One  | 36                           | 16                           | 9                            | 99                           | Qwest                  |
| 1984                                                                             | Patti Austin                | 87                           | —                            | —                            | —                            | Qwest                  |
| 1985                                                                             | Gettin' Away with Murder    | 182                          | 25                           | —                            | —                            | Qwest                  |
| 1988                                                                             | The Real Me                 | —                            | 56                           | 7                            | —                            | Qwest                  |
| 1990                                                                             | Love Is Gonna Getcha        | 93                           | 45                           | 4                            | —                            | GRP                    |
| 1991                                                                             | Carry On                    | —                            | 75                           | 13                           | —                            | GRP                    |
| 1994                                                                             | That Secret Place           | —                            | —                            | 12                           | —                            | GRP                    |
| 1996                                                                             | Jukebox Dreams (sólo Japón) | —                            | —                            | —                            | —                            | Pony Canyon            |
| 1998                                                                             | In & Out Of Love            | —                            | —                            | —                            | —                            | Concord                |
| 1999                                                                             | Street Of Dreams            | —                            | —                            | —                            | —                            | Intersound / Platinum  |
| 2001                                                                             | On the Way to Love          | —                            | —                            | 21                           | —                            | Warner Bros.           |
| 2002                                                                             | For Ella                    | —                            | —                            | 7                            | —                            | Playboy Jazz / Concord |
| 2007                                                                             | Avant Gershwin              | —                            | —                            | 5                            | —                            | Rendezvous             |
| 2010                                                                             | Sound Advice                |                              |                              |                              | —                            | Shanachie              |
| "—" denota que el álbum no entró en los charts o que no fue lanzado en ese país. |                             |                              |                              |                              |                              |                        |